# Hans-Joachim Roedelius
Hans-Joachim Roedelius, (noto più semplicemente come Roedelius) (Berlino, 26 ottobre 1934), è un musicista e compositore tedesco considerato tra i più innovativi esponenti della musica elettronica contemporanea.
Fu cofondatore, assieme a Dieter Moebius, del gruppo musicale tedesco Cluster e del progetto Harmonia. Ha inoltre collaborato con numerosi musicisti e gruppi musicali quali gli Acquarello e i Qluster.

## Biografia

### I primi anni di carriera
Dopo essersi dedicato alla recitazione sin da bambino (partecipò ad alcuni film prodotti dall'UFA), Roedelius fondò la "Human Being", una comunità musicale associata al Zodiak Free Arts Lab berlinese che cofondò assieme all'artista concettuale Conrad Schnitzler. Dopo aver conosciuto Dieter Moebius allo Zodiak, Roedelius fondò assieme a lui e Schnitzler i Kluster nel 1970.

### I Cluster e gli Harmonia
Quando Schnitzler abbandonò la formazione per iniziare una carriera musicale solista, Roedelius e Moebius la rinominarono Cluster nel 1971. Nel 1974, il duo iniziò una collaborazione con il chitarrista dei Neu! Michael Rother.
Durante gli anni settanta, Rother co-produsse Zuckerzeit dei Cluster nel 1977 ed iniziò assieme a loro il progetto Harmonia, destinato a proseguire nella pubblicazione di album quali Musik von Harmonia (1974) e Deluxe (1975).
Dopo essere stato affascinato dalla musica dei Cluster e degli Harmonia, Brian Eno iniziò una collaborazione con Roedelius, Moebius e Rother che portò il gruppo a registrare musica. Quelle registrazioni verranno pubblicate nell'album Tracks & Traces nel 1997.
Quando Rother abbandonò il progetto Harmonia, Eno proseguì la collaborazione con i Cluster, pubblicando Cluster & Eno (1977) e After the Heat (1978). Successivamente, Brian Eno tornò a Berlino per collaborare con David Bowie.

### La carriera solista
Roedelius iniziò una carriera in proprio nel 1978, quando pubblicò l'album d'esordio Durch die Wüste, seguito da Jardin au Fou che venne pubblicato durante l'anno seguente. Quest'ultima pubblicazione anticipò il futuro stile musicale di Roedelius, che comporrà album solitamente ricchi di melodie pianistiche e suoni di strumenti musicali spesso trattati elettronicamente.
Il primo album della serie Selbsportrait, contenente alcune registrazioni che compose fra il 1973 e il 1977, venne pubblicato nel 1979, e divenne un punto di riferimento per le sue prime pubblicazioni da solista.
A partire dal 1982, la sua musica si avvicinò allo stile new age. Nel 1984 pubblicò il suo album solista di maggior successo commerciale, Geschenk des Augenblicks - Gift of the Moment.
Durante i primi anni novanta pubblicò alcuni album ispirati all'emergente musica techno, fase che venne inaugurata da Der Ohrensiegel (1991).
A partire dal 1994, lo stile musicale di Roedelius miscelava elettronica, ambient e jazz. Uno degli album che caratterizzava questo periodo, Theatre Works (1994), venne riconosciuto "album del mese" dalla rivista di musica alternativa The Wire.
Nello stesso anno l'album Sinfonia Contempora No. 1 Von Zeit zu Zeit, un album caratterizzato da frammenti di registrazioni su nastro multi-traccia, segnò un improvviso cambiamento di stile.
Pur seguendo le "linee guida" di Sinfonia Contempora 1, Sinfonia Contempora No. 2: La Nordica (Salz Des Nordens), pubblicato nel 1996, è caratterizzato da sonorità più cupe e sinistre. Durante lo stesso periodo venne pubblicato l'album Selbstportrait VI: The Diary of the Unforgotten, il primo album della sua nuova serie dei "Selbstportrait".

### Il nuovo millennio, le due reunion dei Cluster e i Qluster
I Cluster si riunirono la prima volta nel 1991, pubblicando Apropos Cluster e partecipando a due tour internazionali, uno in Giappone, ed uno negli Stati Uniti che verranno documentati su Japan Live 1996 e 1997 - First Encounter Tour 1996.
L'anno 2000 vide Roedelius estremamente prolifico (pubblicò otto album nell'arco di un solo anno). Il nuovo millennio vide il musicista collaborare con numerosi musicisti.
Una serie già inaugurata nel 1995, quella dei Lieder vom Steinfeld, è caratterizzata da album dove il compositore stesso recita su un accompagnamento musicale. Nel 2001 collaborò, dopo molti anni, assieme a Conrad Schnitzler per pubblicare il rarissimo Acon 2000/1.
Divenuto un noto musicista elettronico, Roedelius pubblica da molto tempo numerosi album spesso collaborativi. Una sua collaborazione con Noh 1, Fibre (2009), raggiunse il tredicesimo posto nella classifica dei migliori album del 2009 secondo la rivista Uncut.
Dopo una seconda riunione durata tre anni, i Cluster si sciolsero nel 2010. In seguito a questo fatto, Roedelius inaugurò il progetto Qluster assieme a Onnen Bock.

## Discografia

### Album nei gruppi musicali

#### Negli Human Being
- 2008: Live at the Zodiak - Berlin 1968 (live)

#### Nei Kluster
- 1970: Klopfzeichen
- 1970: Zwei-Osterei
- 1971: Eruption (live)

#### Nei Cluster
- 1971: Cluster '71
- 1972: Cluster II
- 1974 : Zuckerzeit
- 1976 : Sowiesoso
- 1979 : Großes Wasser
- 1980 : Live in Vienna (live)
- 1981: Curiosum
- 1984: Stimmungen (antologia)
- 1990: Apropos Cluster (attribuito a Moebius e Roedelius)
- 1994: One Hour (live)
- 1997: Japan 1996 Live (live)
- 1997: First Encounter Tour 1996 (live)
- 2008: Berlin 07 (live)
- 2009: Qua

#### Negli Harmonia
- 1974: Musik Von Harmonia
- 1975: Deluxe
- 2007: Live 1974 (live)

#### Negli Aquarello
- 1991: Friendly Game (attribuito a Roedelius, Capanni, Alesini)
- 1993: To Cover The Dark
- 1998: Aquarello (live) (attribuito al solo Roedelius)

#### Nel Global Trotters Project
- 1999: Vol. 1: Drive
- 1999: Drive - Remix

#### Nei Qluster
- 2011: Fragen
- 2011: Rufen (live)
- 2011: Antworten
- 2013: Lauschen

### Album solisti
- 1978: Durch die Wüste
- 1979: Jardin Au Fou|Jardin au Fou
- 1979: Selbstportrait
- 1980: Selbstportrait - Vol. II
- 1980: Selbtportrait Vol. III "Reise durch Arcadien"
- 1981: Lustwande
- 1981: Wenn Der Südwind Weht
- 1981: Offene Türen
- 1982: Flieg' Vogel fliege
- 1982: Wasser im Wind
- 1984: Auf leisen Sohlen (antologia)
- 1984: Geschenk des Augenblicks - Gift of the Moment
- 1984: Begegnungen (antologia)
- 1985: Begegnungen II (antologia)
- 1986: Wie das Wispern des Windes
- 1987: Momenti Felici
- 1989: Bastionen der Liebe - Fortress of love
- 1990: Variety of Moods
- 1991: Der Ohrenspiegel
- 1991: Piano Piano
- 1992: Cuando... Adonde
- 1992: Frühling (ripubblicato con il titolo Romance in the Wilderness)
- 1993 : Tace!
- 1994 : Sinfonia Contempora No. 1: Von Zeit zu Zeit
- 1994 : Theatre Works
- 1995 : Selbstportrait VI: The Diary of the Unforgotten
- 1995 : Vom Nutzen der Stunden - Lieder vom Steinfeld Vol. I
- 1995 : 61sechzigjahr (antologia pubblicata in pochissime copie)
- 1996 : Sinfonia Contempora No. 2: La Nordica (Salz Des Nordens)
- 1996 : Pink, Blue And Amber
- 1999 : Selfportrait VII: dem Wind voran - ahead of the wind
- 1999 : Amerika Recycled by America Inc
- 1999 : Vom Nutzen der Stunden - Lieder Vom Steinfeld Vol.II
- 2000 : Roedeliusweg
- 2001 : Roedelius 2001 - Orgel Solo
- 2001 : Das Verwirrte Schaf - Wort-Klang Collage zum Aschermittwoch
- 2002 : Selbstportrait VIII - Introspection
- 2003 : American Steamboat
- 2003 : Counterfeit
- 2003 : Lieder vom Steinfeld Vol.III
- 2003 : Roedelius 1969-2002 (antologia)
- 2006 : Works 1968-2005 (antologia)
- 2007 : Snapshots/Sidesteps
- 2008 : Back Soon
- 2010 : Ex Animo

### Collaborazioni

#### Con Brian Eno, Dieter Moebius e Michael Rother
- 1997 : Tracks and Traces (attribuito ad Harmonia '76 o, in altre pubblicazioni, ad Harmonia and Eno '76)
- 2009 : Harmonia & Eno '76 Remixes

#### Con Brian Eno e Dieter Moebius
- 1977 : Cluster & Eno (attribuito a Cluster & Eno)
- 1978 : After the Heat
- 1985 : Old Land (antologia) (attribuita a Cluster and Brian Eno)

#### Con Brian Eno e Dieter Moebius negli album solisti di Eno
- 1977 : Before and After Science
  - Traccia: By This River

#### Con Alexander Czjzek
- 1987 : Weites Land

#### Con gli Aqueous
- 1994 : Grace Notes
- 1997 : Meeting The Magus

#### Con Richard Barbieri e Chianura
- 1998 : T'ai

#### Con Alquimia
- 2000 : Move and Resonate

#### Con Tim Story
- 2000 : The Persistence of Memory
- 2002 : Lunz
- 2005 : Lunz-Reinterpretations
- 2008 : Inlandish

#### Con Conrad Schnitzler
- 2001 : Acon 2000/1

#### Con Fabio Capanni, Felix Dorner, Hirishi Nagashima e Robin Storey
- 2001 : Evermore

#### Con Lynn
- 2001 : Act of Love

#### Con Nikos Arvanitis
- 2002 : Digital Love

#### Con Noh 1
- 2003 : Imagine Imagine (colonna sonora)
- 2009 : Fibre

#### Con Morgan Fisher
- 2005 : Neverless

#### Con David Bickley
- 2008 : Bonaventura

#### Con Kava
- 2008 :  Gugging Album

#### Con Tim Story e Dwight Ashley
- 2008 : Errata

#### Con Alessandra Celletti
- 2009 : Sustanza di cose sperata

#### Con Christopher Chaplin
- 2012 : King Of Hearts